# Interpretarea muzicală la începutul secolului al XX-lea
Cele mai vechi documente sonore ale unor interpretări muzicale sunt cele obținute la sfârșitul secolului al XIX-lea și începutul secolului XX, epocă cunoscută pentru cultura Belle Époque. Cum înregistrările rămase din ultimele două decenii ale secolului XIX sunt foarte puternic avariate, ele nu pot fi restaurate suficient pentru o bună audiție (totuși, studierea și trasarea unor concluzii în condiții speciale este posibilă, după cum se va vedea mai jos). Înregistrările ce constituie obiectul acestui articol sunt cele imprimate până la încheierea anilor 1920, când renunțarea totală la cilindrul de fonograf coincide cu o schimbare importantă în practica muzicală.
Având ca mărturie înregistrări realizate între anii 1888 (prima înregistrare cunoscută, un cor din muzica lui G.F. Händel) și 1929 (încetarea fabricării cilindrilor fonografici), stilistica la care se apelează în acest răstimp poate fi considerată unitară măcar în parte, concluzie determinată de omniprezența unor trăsături specifice. În vreme ce asupra interpretării muzicale anterioare anului 1888 nu există mărturii sonore cunoscute (și numai studiul pe baza probelor existente – sonore sau de altă proveniență – poate indica niște ipoteze, subiect care însă nu a stârnit prea mare interes până în momentul de față), falia între stilul interpretativ al anilor douăzeci și ce a urmat nu poate fi pusă la îndoială.

## Contextul cercetărilor

### Problematica ridicată de primele înregistrări de muzică (secolul al XIX-lea)
Din păcate, cele mai multe documente ale secolului al XIX-lea sunt negrăitoare pentru ascultători, date fiind calitatea modestă a imprimării și gradul de uzură foarte ridicat al acestor prime înregistrări. Valoarea unora dintre acestea este, totuși, inestimabilă, drept care s-au constituit în unele cazuri echipe de cercetare pentru decantarea materialului valoros de zgomotul puternic, urmată de studierea rezultatelor. Cum toate metodele cunoscute de modificare a unui semnal sonor implică și pierderea unei fracțiuni din informația utilă, studiile strict muzicale se călăuzesc după versiunile „resintetizate” ale înregistrărilor, create în timpul cercetării. Acestea sunt reconstrucții prin intermediul instrumentelor generate pe calculator, constituite după ce s-a reușit delimitarea tuturor (sau a unei mari părți, a) evenimentelor cuprinse în înregistrare. De exemplu, la o piesă pentru pian vor trebui studiate folosirea pedalelor, atacul pentru fiecare notă în parte – intensitatea și durata ei, integrarea în frază –, iar în măsura posibilităților, trăsăturile distinctive ale instrumentului – temperamentul folosit, frecvența de referință a lui la central ș.a. Coroborate și apoi confruntate cu partitura, asemenea rezultate sunt contribuții valoroase în planul istoriei muzicii și a interpretării ei.
Între primele înregistrări cunoscute există unele foarte prețioase, asupra cărora s-au făcut studii repetate de-a lungul secolului XX, cercetătorii fiind mai mult sau mai puțin încrezători în obținerea unor rezultate; chiar și astăzi există sceptici cu privire la fidelitatea concluziilor din cercetări față de materialele originale.

### Înregistrările de la începutul secolului XX. Pianinele mecanice
În schimb, înregistrările produse la începutul secolului XX sunt mult mai numeroase, adesea cu un grad de avarie sensibil scăzut și uneori chiar disponibile în mai multe copii (soluția cea mai la îndemână pentru „multiplicarea” unui material era plasarea mai multor aparate captatoare de sunet în încăperea destinată înregistrării). Există înregistrări ale unor instrumentiști și cântăreți celebri în epocă, dar și ale unor compozitori importanți, ocazie de a studia preferințele interpretative privitoare la anumite lucrări „direct de la sursă”.
Sunetul este captat fie pe cilindri de ceară (de fonograf), fie pe plăci de gramofon; deși înregistrările acelor ani ar trebui să se afle la momentul de față în domeniul public, numai o mică parte sunt disponibile publicului fără nicio limitare. Data la care toate înregistrările de interes pentru acest articol vor intra în domeniul public este 15 februarie 2067; până atunci, numai o mică parte din înregistrările vremii pot fi accesate fără restricții. În acest sens, cel mai important corp de înregistrări este cel realizat sub direcțiunea lui Thomas Alva Edison, majoritar în Statele Unite ale Americii și Europa. (Nu trebuie uitat că tot Edison este autorul unicei înregistrări cu Johannes Brahms la pian, din 1889.) Aceste înregistrări au fost realizate exclusiv pe cilindrii de ceară, ultimele fiind produse în anul 1929, când discul de gramofon devenise o industrie cu mult mai rentabilă și superioară prin calitatea rezultatelor.
O altă mărturie semnificativă pentru primele decenii ale secolului XX sunt rolele pentru pianine mecanice, care pot fi ascultate și astăzi, versiuni destul de fidele ale interpretărilor unor pianiști importanți. S-au editat mai târziu înregistrări de pianine mecanice reproducând rolele respective, obținându-se astfel înregistrări moderne ale unor interpretări de zeci de ani vechime. Notarea unei interpretări prin intermediul rolelor de pianină mecanică poate fi privită ca un mecanism timpuriu de descriere și reproducere a muzicii în format „vectorial”, strămoș al tehnologiei MIDI.

### Perspective
La momentul actual, una dintre cele mai importante priorități ale cercetării înregistrărilor de început este transferarea în codificare digitală a înregistrărilor de pe cilindri și discuri de gramofon. Cel mai frecvent, ea este realizată prin captarea sunetului obținut la audiția materialului. Recent, Laboratorul național „Lawrence Berkeley” (S.U.A.) a demarat proiectul Berkeley Lab Optical Sound Restoration System, prin care se aplică o metodă de scanare la rezoluție înaltă a suprafeței mediilor de stocare a sunetului (ceea ce nu implică atingerea, deci deteriorarea sursei), urmând ca întregul lanț de corecții ale înregistrării să fie dus la îndeplinire pornind de la modelul virtual obținut. Metoda, aflată încă în stadiu experimental (în principal, din pricina dificultății întregului proces), este probabil cea mai evoluată soluție, rezultatele obținute fiind, de departe, cele mai bune.